# آوریل مارس
آوریل مارس (انگلیسی: April March؛ زادهٔ ۲۰ آوریل ۱۹۶۵) یک موسیقی‌دان اهل ایالات متحده آمریکا است. وی از سال ۱۹۹۴ میلادی تاکنون مشغول فعالیت بوده‌است.